# Stiphidion diminutum
Stiphidion diminutum is een spinnensoort in de taxonomische indeling van de Stiphidiidae.
Het dier behoort tot het geslacht Stiphidion. De wetenschappelijke naam van de soort werd voor het eerst geldig gepubliceerd in 1988 door V. T. Davies.